# جرارد سوزی
جرارد سوزی (به فرانسوی: Gérard Souzay) (۱۹۱۸-۲۰۰۴) از مشهورترین خوانندگان باریتون جهان و اهل فرانسه‌است.او فعالیت هنری خود را در کنار ژرمن لوبین در سال ۱۹۴۴ آغاز نمود و اوج درخشش وی به همراه دالتون بالدوین رقم خورد.جرارد تا پایان فعالیت هنری اش بیش از ۷۵۰ اثر در کارنامهٔ خود بجای گذاشت.او در سال ۲۰۰۴ میلادی در خانهٔ خود در شهر آنتیبس فرانسه درگذشت.